# (89830) 2002 CE
(89830) 2002 CE, ранее 2002 CE — каменный, околоземный потенциально опасный астероид группы амуров, обладает диаметром 3,1 км. Открыт 1 февраля 2002 года в рамках проекта  LINEAR в Лаборатории Линкольна в Нью-Мексико, США. Является одним из крупнейших потенциально опасных известных астероидов.

## Орбита и классификация
2002 CE является представителем группы амуров, пересекающих орбиту Марса, но не пересекающих земную орбиту, тем не менее сближаясь с Землёй.
Объект обращается вокруг Солнца на расстоянии 1,0–3,1 а. e. с периодом 2 года и почти 12 месяцев (1094 дней; большая полуось орбиты равна 2,08 а.е.). Орбита имеет высокий эксцентриситет 0,51 при наклонении 44° относительно плоскости эклиптики.
Дуга наблюдения начинается при наблюдении в рамках обзора Digitized Sky Survey, проводимого в обсерватории Сайдинг-Спринг в мае 1982 года, примерно за 20 лет до официального открытия.

### Тесные сближения
При абсолютной звёздной величине 14,9 2002 CE является одним из ярчайших и крупнейших среди известных потенциально опасных астероидов.Минимальное расстояние пересечения орбиты Земли равно 0,0277 а.е., что соответствует 10,8 радиусам лунной орбиты.

## Физические характеристики
2002 CE относится к обычным каменным астероидам класса S после спектроскопических наблюдений на New Technology Telescope в Ла-Силья, Чили, и на 2,2-метровом телескопе обсерватории Калар-Альто в Испании.

### Период вращения
В октябре 2004 года чешским астрономом Петром Правецем в обсерватории Ондржеёв была получена вращательная кривая блеска астероида 2002 CE. Анализ кривой блеска дал значение периода 2,6149 часа при амплитуде блеска 0,09 звёздной величины. Также возможны большие значения периода.

### Диаметр и альбедо
Согласно обзору, проведённому в рамках проекта NEOWISE телескопа NASA WISE 2002 CE обладает диаметром 5,067 км при альбедо поверхности 0,079. Но сайт Collaborative Asteroid Lightcurve Link указывает стандартное значение альбедо спектрального класса S 0,20, что даёт диаметр 3,11 км при абсолютной звёздной величине 14,9.

## Номер и название
Астероиду был присвоен номер Центром малых планет 30 августа 2004 года. По состоянию на начало 2019 года название астероиду не было присвоено.